# Jurij Šljapin
Jurij Aleksandrovič Šljapin (in russo Юрий Александрович Шляпин?; Mosca, 11 febbraio 1932 – Mosca, 10 luglio 2009) è stato un pallanuotista sovietico, vincitore di una medaglia di bronzo alle olimpiadi di Melbourne 1956.